# Crazy Frog
Crazy Frog er en 3D-figur, skabt af Erik Wernquist, der oprindeligt blev brugt til at markedsføre ringetoner for Jamba!. Figuren forestiller en frø. Crazy Frog fik et verdenshit med et remix af Axel F. Sangen blev nummer et i Storbritannien, Tyrkiet, New Zealand, Australien og det meste af Europa.
Den 22. april 2020 blev der skabt en Twitterkonto til karakteren, og den blev forbundet med den officielle hjemmeside, samt en facebookprofil og YouTube-kanal. Der blev annonceret et nyt album samme dag.

## Diskografi

### Albums
| Titel                                                                             | Albumdetaljer                                                                        | Højeste hitlisteplacering | Højeste hitlisteplacering | Højeste hitlisteplacering | Højeste hitlisteplacering | Højeste hitlisteplacering | Højeste hitlisteplacering | Højeste hitlisteplacering | Højeste hitlisteplacering | Højeste hitlisteplacering | Højeste hitlisteplacering | Certificering |
| Titel                                                                             | Albumdetaljer                                                                        | SWE                       | AUS                       | CAN                       | FRA                       | GER                       | IRL                       | NZ                        | SWI                       | UK                        | US                        | Certificering |
| --------------------------------------------------------------------------------- | ------------------------------------------------------------------------------------ | ------------------------- | ------------------------- | ------------------------- | ------------------------- | ------------------------- | ------------------------- | ------------------------- | ------------------------- | ------------------------- | ------------------------- | --- |
| Crazy Hits                                                                        | - Released: 25 July 2005 - Label: Ministry of Sound - Format: CD, digital download   | 6                         | 22                        | 1                         | 4                         | 6                         | 13                        | 1                         | 4                         | 5                         | 19                        | - IFPI SWE: Platinum - ARIA: Gold - BPI: Gold - IFPI SWI: Gold - MC: 2× Platinum - RIANZ: 3× Platinum - SNEP: Gold |
| More Crazy Hits                                                                   | - Released: 26 June 2006 - Label: Ministry of Sound - Format: CD, digital download   | 19                        | 38                        | 4                         | 8                         | 17                        | —                         | 20                        | 14                        | 64                        | 40                        | |
| Everybody Dance Now                                                               | - Released: 19 August 2009 - Label: Ministry of Sound - Format: CD, digital download | —                         | —                         | —                         | 23                        | —                         | —                         | —                         | —                         | —                         | —                         | |
| TBA                                                                               | - Released: TBA 2020 - Label: TBA - Format: TBA                                      | —                         | —                         | —                         | —                         | —                         | —                         | —                         | —                         | —                         | —                         | |
| "—" denotes a recording that did not chart or was not released in that territory. |                                                                                      |                           |                           |                           |                           |                           |                           |                           |                           |                           |                           | |

### Singler
| Titel                                                                             | År   | Højeste hitlisteplacering | Højeste hitlisteplacering | Højeste hitlisteplacering | Højeste hitlisteplacering | Højeste hitlisteplacering | Højeste hitlisteplacering | Højeste hitlisteplacering | Højeste hitlisteplacering | Højeste hitlisteplacering | Højeste hitlisteplacering | Certificering | Album               |
| Titel                                                                             | År   | SWE                       | AUS                       | BEL                       | FRA                       | GER                       | IRE                       | NZ                        | SWI                       | UK                        | US                        | Certificering | Album               |
| --------------------------------------------------------------------------------- | ---- | ------------------------- | ------------------------- | ------------------------- | ------------------------- | ------------------------- | ------------------------- | ------------------------- | ------------------------- | ------------------------- | ------------------------- | --- | ------------------- |
| "Axel F"                                                                          | 2005 | 1                         | 1                         | 1                         | 1                         | 3                         | 1                         | 1                         | 1                         | 1                         | 50                        | - IFPI SWE: Platinum - ARIA: 2× Platinum - BEA: 2× Platinum - BPI: Platinum - IFPI SWI: Platinum - RIAA: Gold - RIANZ: 2× Platinum - SNEP: Diamond | Crazy Hits          |
| "Popcorn"                                                                         | 2005 | 9                         | 11                        | 1                         | 1                         | 35                        | 14                        | 1                         | 6                         | 12                        | —                         | - ARIA: Gold - RIANZ: Platinum - SNEP: Diamond | Crazy Hits          |
| "Jingle Bells"[A]                                                                 | 2005 | 10                        | 4                         | 2                         | 5                         | —                         | 11                        | 1                         | —                         | 5                         | —                         | - ARIA: Gold - RIANZ: Gold | Crazy Hits          |
| "We Are the Champions (Ding a Dang Dong)"                                         | 2006 | 11                        | 13                        | 2                         | 1                         | 10                        | 23                        | 20                        | 5                         | 11                        | —                         | - BEA: Gold - SNEP: Gold | More Crazy Hits     |
| "Last Christmas"[A]                                                               | 2006 | 10                        | 30                        | 6                         | 19                        | —                         | 16                        | 19                        | —                         | 16                        | —                         | | More Crazy Hits     |
| "Crazy Frog in the House"                                                         | 2007 | —                         | —                         | 24                        | 12                        | 22                        | —                         | —                         | 19                        | —                         | —                         | | More Crazy Hits     |
| "Daddy DJ"                                                                        | 2009 | —                         | —                         | —                         | 4                         | —                         | —                         | —                         | —                         | —                         | —                         | | Everybody Dance Now |
| "Cha Cha Slide"                                                                   | 2009 | —                         | —                         | —                         | 18                        | —                         | —                         | —                         | —                         | —                         | —                         | | Everybody Dance Now |
| "—" denotes a recording that did not chart or was not released in that territory. |      |                           |                           |                           |                           |                           |                           |                           |                           |                           |                           | |                     |